# I Love To Sing The Songs I Sing
I Love to Sing the Songs I Sing es el noveno álbum de estudio del cantante, compositor y productor estadounidense Barry White, lanzado el 10 de abril de 1979 por la compañía discográfica 20th Century Records.
Con I Love to Sing the Songs I Sing se completó el contrato que White tenía con la discográfica 20th Century-Fox Records. La insatisfacción con la compañía fue creciando poco a poco cuando el ejecutivo Russ Regan la abandonó y se fue para crear Millennium Records, y White se sintió ignorado en términos de promoción en aquella época. Fue entonces que abandonó la discográfica y firmó un nuevo contrato con CBS Records y de este modo lanzar más material futuro bajo su propia subsidiaria Unlimited Gold. El primer trabajo de White realizado en su nueva compañía, The Message Is Love, fue lanzado seis meses y seis días después de I Love to Sing the Songs I Sing. Debido a la gran atención e interés que se puso en su trato con la CBS, I Love to Sing the Songs I Sing pasó bastante desapercibido. De toda su carrera bajo 20th Century Fox Records, fue el álbum con menos éxito, apenas alcanzando la posición #40 en la lista de Álbumes R&B, cuando sus ocho anteriores trabajos habían llegado a lo más alto. Ninguno de sus sencillos causó ningún impacto especial.

## Listado de canciones
| Side one |                                                                        |          |  |
| N.º      | Título                                                                 | Duración |  |
| 1.       | «I Love to Sing the Songs I Sing» (White, Politi, Wilson)              | 2:50     |  |
| 2.       | «Girl, What's Your Name» (White, Pearson, Wilson)                      | 4:08     |  |
| 3.       | «Once Upon a Time (You Were a Friend of Mine)» (Coleman)               | 6:01     |  |
| 4.       | «Oh Me, Oh My (I'm Such a Lucky Guy)» (White, Wilson, Politi, Cooksey) | 5:04     |  |

| Side two |                                                 |          |  |
| N.º      | Título                                          | Duración |  |
| 1.       | «I Can't Leave You Alone» (White, Sepe, Wilson) | 3:25     |  |
| 2.       | «Call Me Baby» (Coleman)                        | 8:04     |  |
| 3.       | «How Did You Know It Was Me?» (Coleman)         | 6:47     |  |

## Sencillos
- "I Love to Sing the Songs I Sing" (US R&B #53)
- "How Did You Know It Was Me?" (US R&B #64)